# 1641

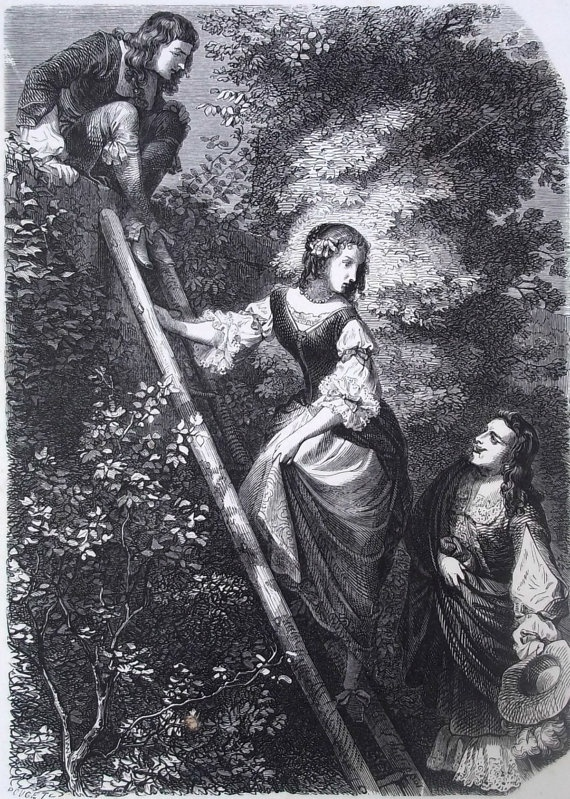
Aure de Montalais

1641 (MDCXLI) byl rok, který dle gregoriánského kalendáře započal úterým.

## Události
- do Brna je přenesen z Olomouce královský tribunál; tím se z něj stalo hlavní město Moravy.
- Lord Strafford, hlavní strůjce absolutistické politiky Karla I., popraven.
- velký požár Českých Budějovic, během kterého zanikly zhruba 2/3 města
- 11. březen – Vítězství indiánských milicí jezuitských redukcí nad portugalskými otrokáři v bitvě na řece Mbororé znamenalo konec otrokářských nájezdů na redukce.

### Probíhající události
- 1568–1648 – Nizozemská revoluce
- 1568–1648 – Osmdesátiletá válka
- 1618–1648 – Třicetiletá válka
- 1635–1659 – Francouzsko-španělská válka

## Narození

#### Česko
- 02. března – Romedius Konstantin Thun-Hohenstein, šlechtic († 1. května 1700)
- 20. července – Jan Josef Breuner, arcibiskup pražský († 20. března 1710)
- 07. září – Jan Kristián I. z Eggenbergu, český šlechtic, vévoda krumlovský († 14. prosince 1710)

#### Svět
- 18. ledna – François Michel Le Tellier de Louvois, francouzský státník, ministr války († 16. července 1691)
- 13. února – Kristián Albrecht Holštýnsko-Gottorpský, vévoda († 6. ledna 1695)
- 08. dubna – Henry Sydney, 1. hrabě z Romney, anglický generál a státník († 8. dubna 1704)
- 28. května – Janez Vajkard Valvasor, slovinský přírodopisec, nakladatel a učenec († 19. září 1693)
- 28. června – Marie Kazimíra d’Arquien, polská královna, manželka Jana III. Sobieskiho († 30. ledna 1716)
- 05. září – Robert Spencer, 2. hrabě ze Sunderlandu, anglický státník a diplomat († 28. září 1702)
- 16. září – Julius František Sasko-Lauenburský, císařský vojevůdce, vlastník Zákupského panství († 30. září 1689)
- 14. října – Dorotea Marie Sasko-Výmarská, sasko-zeitzská vévodkyně († 11. června 1675)
- 24. října – Christian Röhrensee, německý politolog a mravouk († 16. května 1706)
- neznámé datum
  - září – Nehemiah Grew, anglický botanik († 25. březen 1712)
  - Jemeljan Ukrajincev, ruský státník a diplomat († 1708)
  - Nicole-Anne Constance de Montalais – francouzská šlechtična (vystupuje ve Třech mušketýrech pod jménem Aure de Montlais)
  - Jiří Chmelnický, ukrajinský hejtman († 1685)
  - Šabtaj ben Josef, židovský spisovatel, učenec, bibliograf a vydavatel († 21. července 1718)

## Úmrtí

#### Česko
- 14. března – Adam ze Schwarzenbergu, vlivný poradce braniborského kurfiřta Jiřího Viléma (* 26. srpna 1583)
- 20. září – Václav Vilém z Roupova, šlechtic a politik (* 1580)

#### Svět
- 03. ledna – Jeremiah Horrocks, anglický astronom (* 1618)
- 02. března – Ču Čchang-sün, třetí syn čínského císaře Wan-liho (* 22. února 1586)
- 08. března – Sü Sia-kche, čínský spisovatel a geograf (* 5. ledna 1587)
- 06. dubna – Domenichino, italský malíř raného baroka a klasicismu (* 21. říjen 1581)
- 12. dubna – Jiří Brunšvicko-Lüneburský, calenberský kníže (* 17. února 1582)
- 28. dubna – Jan Jiří z Arnimu, saský polní maršál (* 1583)
- 10. května – Johan Banér, švédský vojevůdce (* 23. června 1596)
- 12. května – Thomas Wentworth, 1. hrabě ze Staffordu, anglický šlechtic, státník a politik (* 13. dubna 1593)
- 04. července – Pedro Teixeira, portugalský cestovatel (* 1585)
- 21. července – Thomas Mun, anglický spisovatel zaměřující se na ekonomii (* 17. červen 1571)
- 16. srpna – Thomas Heywood, anglický dramatik (* 1574)
- 01. listopadu – Jan van de Velde mladší, holandský malíř (* 1593)
- 09. listopadu – Ferdinand Španělský, španělský infant, toledský arcibiskup a nizozemský místodržící (* 1609/1610)
- 26. listopadu – Hedvika Dánská, nejmladší dcera krále Frederika II. Dánského (* 5. srpna 1581)
- 6. prosince – Françoise de Montmorency-Fosseux, milenka navarrského krále Jindřicha III. (pozdějšího Jindřicha IV. Francouzského) (* 1566)
- 09. prosince – Anthonis van Dyck, vlámský barokní malíř (* 22. března 1599)
- 22. prosince – Maximilien de Béthune, vévoda ze Sully, francouzský politik a vojevůdce (* 13. prosince 1560)
- 27. prosince – Francis van Aarssens, nizozemský diplomat (* 27. září 1572)

## Hlavy států
- Anglie – Karel I. (1625–1649)
- Francie – Ludvík XIII. (1610–1643)
- Habsburská monarchie – Ferdinand III. (1637–1657)
- Osmanská říše – Ibrahim I. (1640–1648)
- Polsko-litevská unie – Vladislav IV. Vasa (1632–1648)
- Rusko – Michail I. (1613–1645)
- Španělsko – Filip IV. (1621–1665)
- Švédsko – Kristýna I. (1632–1654)
- Papež – Urban VIII. (1623–1644)
- Perská říše – Safí I.